# Jerzy Rzewnicki

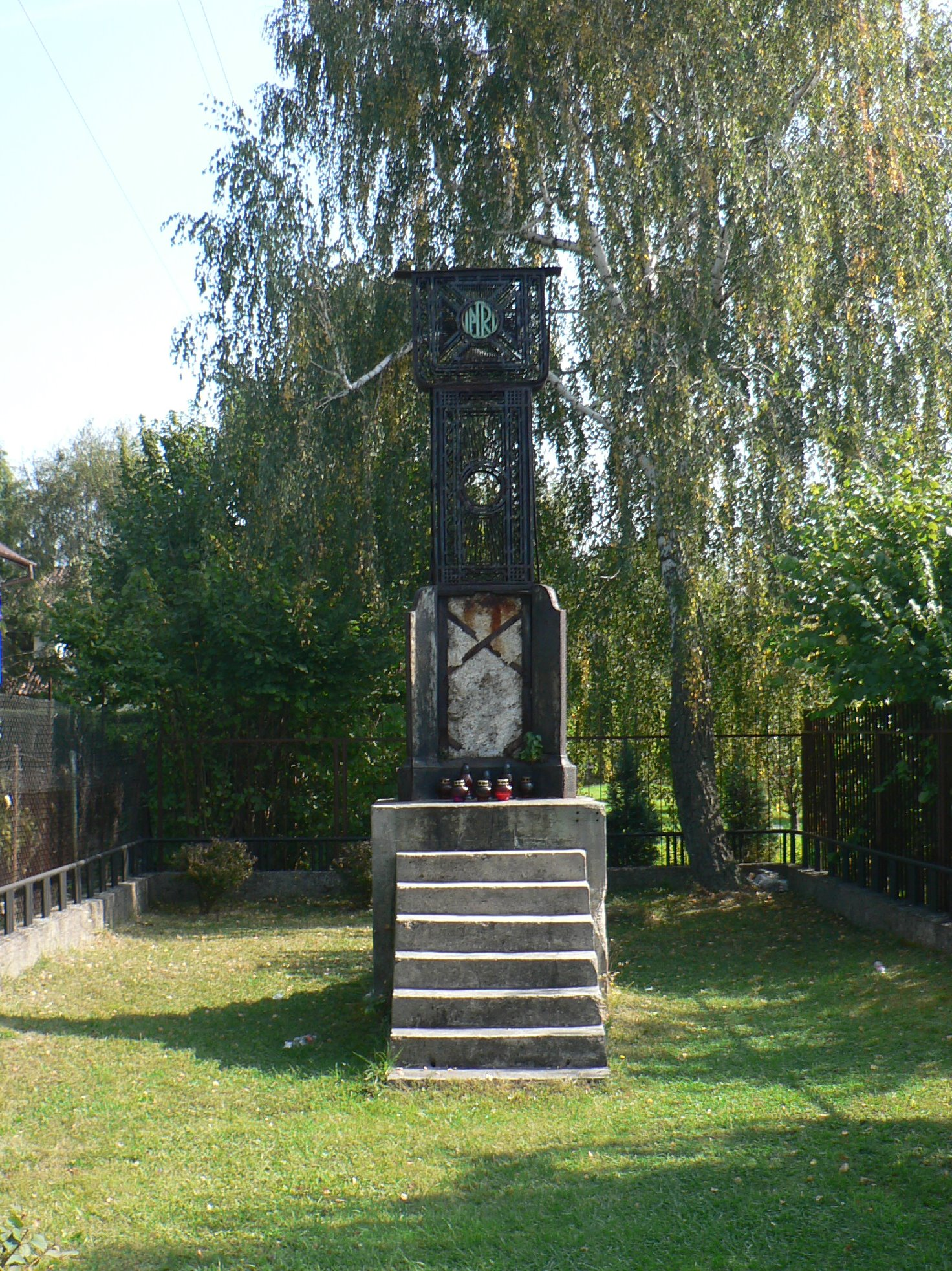
Pomnik w Michałowicach (stan przed odbudową)

Jerzy Rzewnicki (ur. 1 listopada 1900 w Jekaterynosławiu, zm. 7 listopada 1936 w Michałowicach) – polski inżynier, porucznik rezerwy pilot Wojska Polskiego II RP.

## Życiorys
Syn Adolfa i Aleksandry z domu Ossowskiej. Po maturze zdanej w 1919 w Płocku rozpoczął wyższe studia. Jako redaktor Skrzydlatej Polski wykazywał wybitne zdolności lingwistyczne i literackie, czym zjednywał sobie rzesze zwolenników i miłośników lotnictwa. Absolwent dęblińskiej Szkoły Orląt, mianowany podporucznikiem ze starszeństwem z dniem 1 stycznia 1929 w korpusie oficerów rezerwy aeronautycznych. Był oficerem rezerwy 1 pułku lotniczego w Warszawie. 
Jako inżynier pracował w Instytucie Badań Technicznych Lotnictwa w Warszawie w charakterze pilota doświadczalnego. Miał opinię wybitnego specjalisty w dziedzinie badań własności lotnych samolotu. Był pierwszym w Polsce pilotem który holował jednocześnie 3 szybowce (za samolotem Lublin R.XIII).
Zginął śmiercią lotnika 7 listopada 1936 roku podczas kolejnego oblotu i prezentacji przedstawicielom Rumunii prototypu samolotu LWS-6 Żubr. Do katastrofy doszło w wyniku wyrwania się silnika wraz z częścią łoża ze struktury wytrzymałościowej płata – miało to miejsce nad wsią Michałowice pod Warszawą. Razem z nim śmiercią lotnika zginęli: podporucznik rezerwy, technik Instytutu Technicznego Lotnictwa i student Politechniki Warszawskiej Jerzy Bolesław Szrajer (starszy brat Kazimierza), major pilot armii rumuńskiej Michał Pantazi i kapitan inżynier lotnictwa armii rumuńskiej Roman Popescu .
10 listopada 1936 razem z Jerzym Szrajerem został pochowany na Cmentarzu Wojskowym na Powązkach w Warszawie (kwatera C16-4-2). Tego samego dnia zwłoki oficerów armii rumuńskiej zostały wyprowadzone na Dworzec Wileński w celu przewiezienia do Rumunii .

## Ordery i odznaczenia
- Krzyż Oficerski Orderu Odrodzenia Polski (pośmiertnie, 28 grudnia 1936)[8]
- Srebrny Krzyż Zasługi (11 listopada 1934)[9]

## Upamiętnienie
- W 1938 roku po raz pierwszy przyznano nagrodę - puchar przechodni im. Jerzego Rzewnickiego. Projektantem był profesor M. Kotarbiński. Otrzymał go Aeroklub Lwowski[10]. Ustalono, że będzie otrzymywał ją klub, który zwycięży w rozgrywanych od 1930 Krajowych Zawodach Lotniczych. W 1938 roku rozegrano je po raz VIII. Tym samym stał się on nagrodą główną tych zawodów[11].
- W miejscu katastrofy przy ul. Rumuńskiej wystawiono pomnik. Znacznie zniszczony pomnik został odnowiony i powtórnie odsłonięty 7 listopada 2011 roku[12].